# Station Stiens
Station Stiens (Sts) (Tot 1917: St) was een station aan de voormalige spoorlijn Leeuwarden - Anjum. Het station in Stiens werd geopend op 22 april 1901 en voor personenvervoer gesloten op 1 december 1940.
Dit station is gebouwd naar het stationsontwerp met de naam Standaardtype NFLS, die werd gebruikt voor verschillende spoorwegstations in Friesland. Het station in Stiens viel binnen het type NFLS 1e klasse, en was ook het enige gebouw van dit type ooit gebouwd (Stiens was naast Leeuwarden het hoofdstation van de NFLS).
Heden fungeert het station als woonhuis en is te vinden aan de Lutskedyk 1 in Stiens.

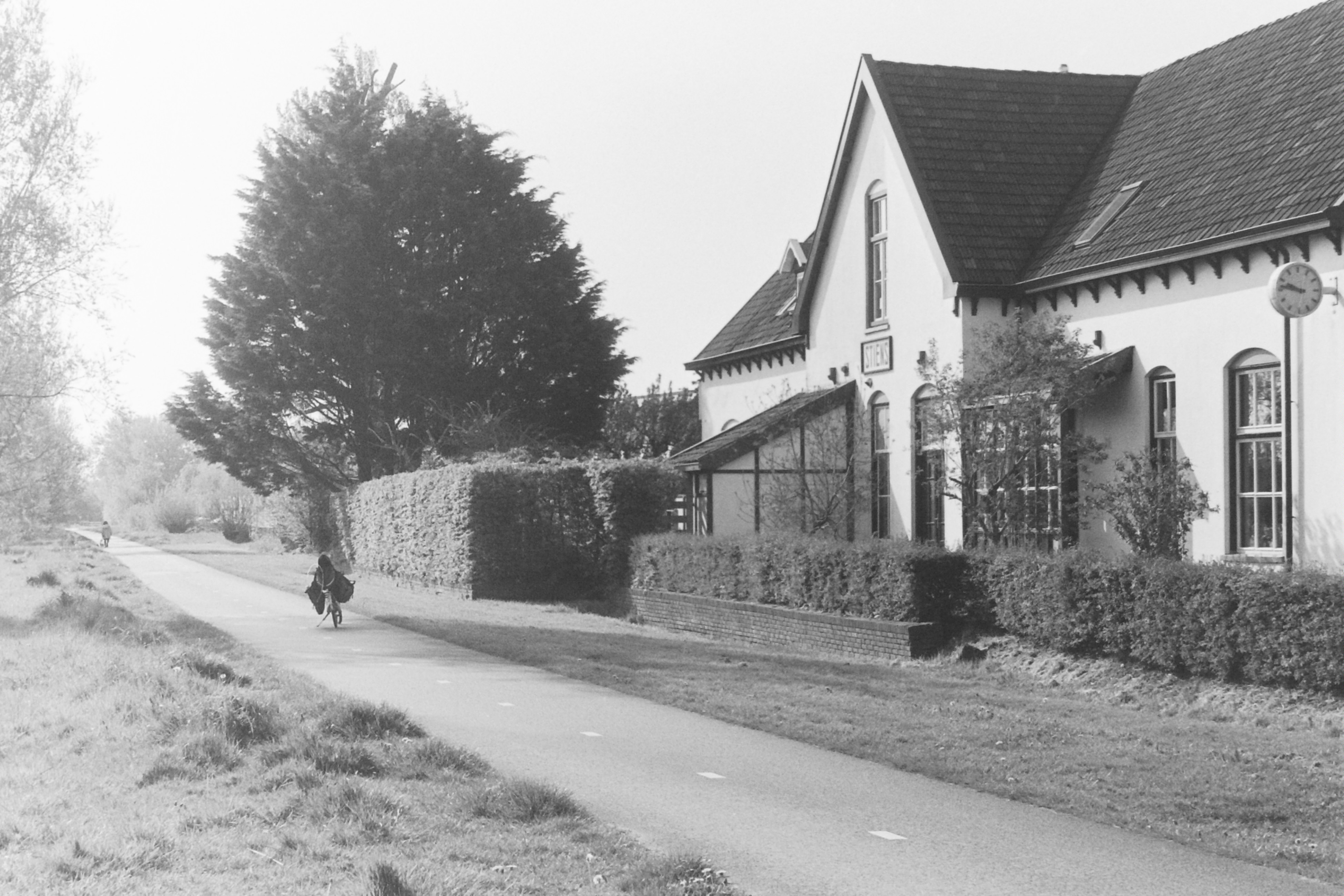
Voormalig station Stiens in 2023 langs het op het tracé van de spoorlijn aangelegde fietspad.